# Modos de audición de Schaffer
Los Modos de audición de Schaeffer es un modelo que explica como se produce el proceso de percepción sonora, de cómo se dota de significación a los sonidos.
Pierre Schaeffer estableció cuatro modalidades de audición en función de las relaciones entre percepción sonora y atención sonora. 
1. Ouïr. (Oír). No hay intención (voluntad) de escuchar, pero el sonido es percibido. Por ejemplo, suena un claxon. Es el nivel más elemental de percepción auditiva.
2. Écouter. (Escuchar). La atención se enfoca en lo que significa un sonido, no en el sonido en sí mismo. Por ejemplo, un teléfono sonando. Al receptor no le interesa el sonido en sí del teléfono, lo que llama su atención lo que significa: alguien lo está llamando.
3. Entendre. (Entender). Hay una intención (voluntad) de escuchar. Es un proceso selectivo donde algunos sonidos son preferidos respecto a otros. Dentro de este modo de audición encontramos la audición reducida. La audición reducida, en la teoría de Schaeffer, se corresponde con una actitud en la que el receptor escucha los sonidos por su propio valor, independientemente de la fuente que lo produce y las imágenes sonoras que pueda evocar. Por ejemplo, oír el mar, escuchándolo, porque nos produce una sensación de calma, sin que evoquemos por ello otras imágenes que esta calma nos sugiera.
4. Comprendre. (Comprender). Se trata de una audición semántica. El sonido se transforma en un signo lingüístico que hay que leer. Implica la intención de descubrir un significado o unos valores.

- Datos: Q6020394